# Алехандро, Кевин
Ке́вин Майкл Алеха́ндро (англ. Kevin Michael Alejandro, род. 7 апреля 1976, Сан-Антонио) — американский актёр. Он сыграл во многих телесериалах, среди которых выделяются роли Нэйта Моретты в «Саутленде», Хесуса Веласкеса в шоу «Настоящая кровь», Себестьяна Блада в «Стреле», шерифа Томми Солано в «Возвращённых» и Дэна в «Люцифере».

## Ранняя жизнь
Алехандро, мексиканец по происхождению, родился в Сан-Антонио, штат Техас и вырос в маленьком городке Снайдер в Западном Техасе. Он учился в Техасском университете в Остине (англ. University of Texas at Austin).

## Личная жизнь
С 2004 года женат на Лесли де Хесус Алехандро (англ. Leslie de Jesus Alejandro). У них есть один ребёнок — сын Кэйден Майкл Алехандро (род. 22 февраля 2008).

## Фильмография

### Кино
| Год  | Название на русском                        | Название на английском                            | Роль                        | Примечания |
| ---- | ------------------------------------------ | ------------------------------------------------- | --------------------------- | ---------- |
| 2002 | За поворотом                               | Purgatory Flats                                   | Оуэн Меклин                 |            |
| 2003 | Выпускной вечер                            | Graduation Night                                  | рыбак                       |            |
| 2006 | Без лица                                   | Faceless                                          | Лукас Реноса                | ТВ фильм   |
| 2008 | Слуга тьмы                                 | Creature of Darkness                              | Эмилио                      |            |
| 2009 | Пробуждение                                | Wake                                              | детектив Дэниелс            |            |
| 2009 | Переправа                                  | Crossing Over                                     | Гутьеррес                   |            |
| 2011 | Легенда о вратах ада: Американский заговор | The Legend of Hell’s Gate: An American Conspiracy | Август Эдвардс              |            |
| 2011 | Красный штат                               | Red State                                         | Гарри                       |            |
| 2011 | Кассадага                                  | Cassadaga                                         | Майк, любовный интерес Лили | [ 2 ]      |

### Телевидение
| Год       | Название на русском                 | Название на английском                     | Роль                              | Примечания |
| --------- | ----------------------------------- | ------------------------------------------ | --------------------------------- | --- |
| 2003      | Расследование Джордан               | Crossing Jordan                            | Коннор Маршалл                    | Эпизод: «Fire and Ice» |
| 2003      | Лас-Вегас                           | Las Vegas                                  | Рей Дуран                         | Эпизод: «Pros and Cons» |
| 2004      | Доктор Вегас                        | Dr. Vegas                                  | Рауль Ортис                       | Эпизод: «Advantage Play» |
| 2004      | Зачарованные                        | Charmed                                    | Малвок                            | Эпизоды: «There’s Something About Leo»                                                                                                |
| 2004-2005 | Молодые и дерзкие                   | The Young and the Restless                 | Доминик Хьюз                      | Постоянная роль |
| 2005      | 24 часа                             | 24                                         | Кевин МакКоллин                   | Эпизоды: «Day 4: 12:00 p.m.-1:00 p.m.», «Day 4: 11:00 a.m.-12:00 p.m» и «Day 4: 8:00 a.m.-9:00 a.m.»                                  |
| 2005      | Военно-юридическая служба           | JAG                                        | капрал юстиции Доминик            | Эпизод: «Fit for Duty» |
| 2005      | Шпионка                             | Alias                                      | Сесар Мартинес                    | Эпизод: «The Orphan» |
| 2005      | C.S.I.: Место преступления Нью-Йорк | CSI: NY                                    | Том Мартин                        | Эпизод: «Crime and Misdemeanor» |
| 2005      | Предел                              | Threshold                                  | Маркус                            | Эпизод: «Pulse» |
| 2005      | Медиум                              | Medium                                     | Джейсон Морроу                    | Эпизод: «Still Life» |
| 2006      | Последний рубеж                     | E-Ring                                     | Мигель Каррера                    | Эпизод: «The General» |
| 2006      | Без следа                           | Without a Trace                            | Кейси Миллер                      | Эпизод: «The Road Home» |
| 2006      | Большая любовь                      | Big Love                                   | мошенник                          | Эпизод: «Eviction» |
| 2006      | C.S.I.: Место преступления Майами   | CSI: Miami                                 | Карлос Сантиго                    | Эпизод: «One of Our Own» |
| 2006      | Морская полиция: Спецотдел          | NCIS: Naval Criminal Investigative Service | Хайме Джонс                       | Эпизод: «Driven» |
| 2006-2007 | Узнай врага                         | Sleeper Cell                               | Венито «Венни» Веласкес           | Постоянная роль |
| 2006-2007 | Дурнушка                            | Ugly Betty                                 | Сантос                            | Периодическая роль |
| 2007      | Гонка                               | Drive                                      | Уинстон Саласар                   | Постоянная роль |
| 2007-2008 | Акула                               | Shark                                      | Дэнни Рейес                       | Постоянная роль |
| 2008      | Сыны анархии                        | Sons of Anarchy                            | Эсай Альварес                     | Эпизоды: «The Pull» и «Hell Followed»                                                                                                 |
| 2008      | Чёрная метка                        | Burn Notice                                | Рауль                             | Эпизод: «Turn and Burn» |
| 2008-2009 | Дурман                              | Weeds                                      | Рудольфо Мэйсон                   | Эпизоды: «If You Work for a Living, Then Why Do You Kill Yourself Working?», «Wonderful Wonderful», «Machetes Up Top» и «Su-Su-Sucio» |
| 2009      | Рыцарь дорог                        | Knight Rider                               | Виктор Галт                       | Эпизод: «I Love the Knight Life» |
| 2009      | Герои                               | Heroes                                     | агент Дженкинс                    | Эпизод: «Chapter Eight 'Into Asylum'»                                                                                                 |
| 2009      | До смерти красива                   | Drop Dead Diva                             | Майкл Фернандес                   | Эпизод: «Lost and Found» |
| 2009      | Мелроуз Плейс                       | Melrose Place                              | Антон В.                          | Эпизод: «Shoreline» |
| 2009-2011 | Саутленд                            | Southland                                  | Нэйт Моретта                      | Постоянная роль |
| 2010      | В паутине закона                    | The Deep End                               | Коннор Смит                       | Эпизод: «White Lies, Black Ties» |
| 2010      | Менталист                           | The Mentalist                              | Виктор Бандино                    | Эпизод: «The Red Box» |
| 2010      | Ясновидец                           | Psych                                      | Дэйн Норткатт                     | Эпизод: «Ferry Tale» |
| 2010      | Родители                            | Parenthood                                 | Майк                              | Эпизоды: «The Booth Job», «Date Night» и «I’m Cooler Than You Think»                                                                  |
| 2010      | Закон и порядок: Специальный корпус | Law & Order: Special Victims Unit          | Виктор Рамос                      | Эпизод: «Branded» |
| 2010-2012 | Настоящая кровь                     | True Blood                                 | Хесус Веласкес                    | Постоянная роль: сезоны 3 и 4, приглашённый актёр: сезон 5                                                                            |
| 2011      | Кости                               | Bones                                      | Геркулес «Эль Торнадо» Мальдонадо | Эпизод: «The Change In The Game» |
| 2012      | Короли побега                       | Breakout Kings                             | Бенни Крус                        | Эпизод: «Cruz Control» |
| 2013      | Везунчик                            | Golden Boy                                 | Кристиан Арройо                   | Постоянная роль |
| 2013-2014 | Стрела                              | Arrow                                      | Себастьян Блад                    | Второстепенная роль |
| 2015      | Возвращённые                        | The Returned                               | шериф Томми Солано                | Главная роль |
| 2015      | Анатомия страсти                    | Grey’s Anatomy                             | офицер Дэн Пруитт                 | Второстепенная роль |
| 2016-2021 | Люцифер                             | Lucifer                                    | Дэн Эспиноза                      | Постоянная роль |